# Região Geográfica Imediata de Barreiras
A Região Geográfica Imediata de Barreiras é uma das 34 regiões imediatas do estado brasileiro da Bahia, uma das 2 regiões imediatas que compõem a Região Geográfica Intermediária de Barreiras e uma das 509 regiões imediatas no Brasil, criadas pelo IBGE em 2017. É composta de 17 municípios.

## Região Geográfica Imediata de Barreiras por população
| Num. | Município              | População |  |
| ---- | ---------------------- | --------- |  |
| 01   | Angical                | 13 938    |  |
| 02   | Baianópolis            | 13 929    |  |
| 03   | Barreiras              | 157 975   |  |
| 04   | Brejolândia            | 10 618    |  |
| 05   | Catolândia             | 3 599     |  |
| 06   | Cotegipe               | 13 638    |  |
| 07   | Cristópolis            | 13 947    |  |
| 08   | Formosa do Rio Preto   | 26 857    |  |
| 09   | Luís Eduardo Magalhães | 90 162    |  |
| 10   | Mansidão               | 13 734    |  |
| 11   | Riachão das Neves      | 22 334    |  |
| 12   | Santa Rita de Cássia   | 28 481    |  |
| 13   | Santana                | 26 517    |  |
| 14   | São Desidério          | 34 266    |  |
| 15   | Serra Dourada          | 17 321    |  |
| 16   | Tabocas do Brejo Velho | 12 517    |  |
| 17   | Wanderley              | 13 796    |  |